# Església de Santa Maria de Meià
L'Església de Santa Maria de Meià és una obra amb elements romànics i renaixentistes del municipi de Vilanova de Meià (Noguera) declarada bé cultural d'interès nacional.

## Descripció
L'església i el monestir de Santa Maria de Meià es troben al nucli homònim, agregat del municipi Vilanova de Meià. Es tracta dos edificis aïllats que estan units per un pati interior. És un temple d'una sola nau amb el cementiri al costat nord, mentre que el monestir, al sud, és un edifici quadrangular amb diverses estances adossades a ponent.
Pel que fa a l'església, fou bastida a la segona meitat del segle xvii en substitució de l'edificació romànica, consta d'una nau amb capelles laterals que es comuniquen. De l'antiga església romànica només en queda el mur del migdia que dona cap al monestir, amb una petita porta de mig punt, cegada, així com l'arcada que donava pas al braç del creuer de migdia (que es troba tapiada amb tombes medievals que hi havia a l'antic temple). També es conserven uns fragments de la volta del cimbori, vuitavat, al darrere del campanar modern fet a l'inici del segle xx.
L'església està coberta amb volta de canó. A l'exterior destaca el volum de la nau, més alta, coberta a dues vessants. Sota el ràfec de la teulada de la nau corre una filera de petites finestres d'arc de mig punt, obertes a un parament irregular que contrasta amb el de la façana, de carreus ben escairats. El campanar, adossat a l'esquerra de la façana, constitueix un cos avançat respecte al frontis de la façana. Fou acabat modernament (1908), i és format per un primer cos de planta quadrada i un segon de planta octogonal, amb pilastres cantoneres que flanquegen obertures d'arc de mig punt amb ulls al capdamunt a quatre dels costats. És coronat per una cúpula semiesfèrica i una creu de pedra.
Encastats en el mur lateral de l'església de Santa Maria de Meià s'hi troben cinc sepulcres medievals, que podrien ser dels segles XII-XIII.
Pel que fa al monestir, es tracta d'un edifici quadrangular adossat al lateral sud de l'església, amb diverses estances adossades vers ponent, que li confereixen una planta en forma d'"L". Consta de soterranis amb voltes romànico-gòtiques, planta baixa formant un pati amb església i planta noble amb finestres i grans balconades. La porta més antiga, porxada, dona als cellers, que cellers tenen un entramat de voltes de canó i apuntades. La coberta té un ràfec de rajols i teula àrab. La porta principal, amb grans carreus de pedra té forma gairebé rectangular amb la llinda arquejada. A la banda de ponent hi ha una torre quadrada de pedra picada.

## Història
Tot i un origen molt anterior molt més lligat a les restes del monestir homònim, les restes actuals foren construïdes el 1693 a iniciativa del prior Josep Jalpí i Julià. L'actual església parroquial substituí i absorbí l'antiga església prioral, l'orientació de la qual capgirà. Els seus elements ornamentals barrocs -retaule, orgue, cor i pintures- foren destruïts el 1936.
El monestir va ser fundat al segle xi per Guillem, senyor de Meià. L'any 1050 fou destruït per una ràtzia musulmana i després refet. L'any 1080 l'Abat Pere, l'uní a Sant Serni de Tavèrnoles introduint la regla benedictina. Al 1094 l'ardiaca Ermengol el convertí en monestir femení. Al 1210 l'església fou reconstruïda per l'abat Bertran, depenent de Ripoll. Tenia un prior, tres monjos, vuit canonges i una confraria d'oblats. Al 1396, a la mort del rei Joan I, el compte Mateu de Foix, que aspirava a la Corona d'Aragó, va voler ocupar el comtat d'Urgell. Com que els habitants del Priorat de Meià oposaren resistència, el compte Foix va destruir moltes poblacions de Meià, entre elles, la població de la Coscollera. El prior de Meià, Berenguer de Rajadell, va manar que no es reconstruís el poble de la Coscollera i ordenà edificar una vila de nova planta a llevant del Monestir, la qual prengué el nom de Santa Maria de Meià. En la fundació de la nova vila s'edificaren només dotze cases (amb portal de mig punt fet amb dovelles), en record dels dotze apòstols. Aquest recinte medieval estava tancat per dos portals. L'any 1592 entrà el priorat a la Congregació Claustral Tarraconense. Gran part del monestir es va refer durant el mandat del prior Joan de Cardona, que va morir l'any 1545. Algunes dependències que donen a la part de migdia es van ampliar i reformar en l'època del prior Josep de Jalpí. Hi ha una llinda a la porta dels soterranis amb la data 1664. Fins a la mort de Vicente de Antonio (1842), últim prior, continuà exercint les funcions de Palau prioral. Cap al 1880, quan l'església col·legial es convertí en la casa del rector, fins a l'any 1936. Durant la guerra civil el monestir oferia serveis d'hospital militar. Passada la guerra tornà a ser de nou la rectoria, fins que des de 1954 es convertí en una casa de colònies de l'Acció Catòlica de Balaguer. Avui està gestionada per la Fundació Pere Tarrés.